# Saison 2017 de l'équipe cycliste Differdange-Losch
La saison 2017 de l'équipe cycliste Differdange-Losch est la treizième de cette équipe.

## Préparation de la saison 2017

### Arrivées et départs
| Arrivées        | Équipe 2016                    |
| --------------- | ------------------------------ |
| Claudio Catania | T.Palm-Pôle Continental Wallon |
| Jelle Donders   | Superano Ham-Isorex            |
| Balázs Rózsa    | Szuper Beton                   |
| Maxim Rusnac    | Gragnano Sporting Club         |
| Josh Teasdale   | Prorace Cycling Team           |
| Tom Vermeer     | Baby-Dump                      |

| Départs          | Équipe 2017      |
| ---------------- | ---------------- |
| Filip Bengtsson  | Copenhagen       |
| Jānis Dakteris   |                  |
| Pontus Kastemyr  | Tre Berg-Bianchi |
| Gediminas Kaupas |                  |
| Alliaume Leblond |                  |
| Charly Petelin   |                  |
| Devid Tintori    |                  |

## Coureurs et encadrement technique

### Effectif
| Cycliste          | Date de naissance | Nationalité | Équipe 2016                    |  |
| ----------------- | ----------------- | ----------- | ------------------------------ |  |
| Claudio Catania   | 4 mai 1992        | Italie      | T.Palm-Pôle Continental Wallon |  |
| Ivan Centrone     | 17 septembre 1995 | Luxembourg  | Differdange-Losch              |  |
| Tiago da Silva    | 6 février 1997    | Luxembourg  | Differdange-Losch              |  |
| Mike Diener       | 10 février 1991   | Luxembourg  | Differdange-Losch              |  |
| Jelle Donders     | 18 juin 1993      | Belgique    | Superano Ham-Isorex            |  |
| Krisztián Lovassy | 23 juin 1988      | Hongrie     | Differdange-Losch              |  |
| Jan Petelin       | 2 juillet 1996    | Luxembourg  | Differdange-Losch              |  |
| Cedric Raymackers | 19 juin 1992      | Belgique    | Differdange-Losch              |  |
| Gabriel Reguero   | 6 avril 1993      | Espagne     | Differdange-Losch              |  |
| Balázs Rózsa      | 26 novembre 1995  | Hongrie     | Szuper Beton                   |  |
| Maxim Rusnac      | 29 septembre 1992 | Moldavie    | Gragnano Sporting Club         |  |
| Wayne Stijns      | 9 août 1993       | Pays-Bas    | Differdange-Losch              |  |
| Josh Teasdale     | 23 octobre 1993   | Royaume-Uni | Prorace Cycling Team           |  |
| Tom Thill         | 31 mars 1990      | Luxembourg  | Differdange-Losch              |  |
| Larry Valvasori   | 30 mai 1996       | Luxembourg  | VV Tooltime Préizerdaul        |  |
| Tom Vermeer       | 28 décembre 1985  | Pays-Bas    | Baby-Dump                      |  |

## Bilan de la saison

### Victoires
| Date | Course | Pays | Classe | Vainqueur |
| ---- | ------ | ---- | ------ | --------- |